# Philip Pierre
Philip Joseph Pierre é um político de Santa Lúcia que atua como primeiro-ministro de seu país desde 28 de julho de 2021. Pierre atua como Ministro das Finanças, Desenvolvimento Econômico e Economia da Juventude. Ele é o líder do Partido Trabalhista de Santa Lúcia desde 18 de junho de 2016. Ele representa o eleitorado de Castries East na Câmara da Assembleia desde 1997.
Pierre atuou anteriormente como Ministro do Turismo, Aviação Civil e Serviços Financeiros Internacionais de 1997 a 2000; vice-primeiro-ministro e Ministro das Infraestruturas, Serviços Portuários e Transportes de 2011 a 2016; e como Líder da Oposição de 2016 a 2021.

## Biografia
A mãe de Pierre, Evelyn, era professora, e seu pai Auguste era policial. Ele estudou no Saint Mary's College, depois completou um BA (hons) em economia e um mestrado em administração de empresas pela University of the West Indies. Após a graduação, ele lecionou no Saint Mary's College e trabalhou como gerente trainee na J.Q. Charles Ltd. Pierre então entrou na indústria financeira: ele trabalhou como escrivão de auditoria na Coopers & Lybrand e Pannell Kerr Forster, e como controlador financeiro na Stanthur Co. Ltd.
De 1985 a 1994, Pierre foi o Diretor da National Research and Development Corporation. Ele também foi CEO de sua própria empresa de consultoria de gestão, Philip J. Pierre Business Services Ltd., de 1990 a 1997.

## Política
Pierre ingressou no Partido Trabalhista de Santa Lúcia (SLP) em 1985 e atuou como tesoureiro do partido de 1986 a 1992. Em 1992, ele disputou as eleições gerais pela primeira vez em Castries East, mas não ganhou. Depois de servir como presidente do SLP de 1992 a 1996, Pierre concorreu novamente em 1997 e venceu. No governo SLP resultante liderado por Kenny Anthony, Pierre serviu como Ministro do Turismo, Aviação Civil e Serviços Financeiros Internacionais de 1997 a 2000.
Pierre foi reeleito para a Câmara da Assembleia por Castries East nas eleições gerais de 2001, 2006 e 2011. Em 2011, ele foi empossado como Vice-Primeiro-Ministro e Ministro das Infraestruturas, Serviços Portuários e Transportes. Pierre manteve sua cadeira nas eleições gerais de 2016, mas o SLP perdeu a eleição. Kenny Anthony renunciou ao cargo de líder do partido; Pierre foi então eleito seu sucessor em 18 de junho de 2016. Ele também se tornou o líder parlamentar da oposição.
Pierre é membro da Commonwealth Parliamentary Association (CPA). Ele também se juntou à Assembleia de Parlamentares da Comunidade do Caribe, participando de sua reunião inaugural de 1996 em Barbados.
Pierre liderou o SLP nas eleições gerais de 2021, onde o partido conquistou a maioria dos assentos. Ele foi empossado como primeiro-ministro de Santa Lúcia em 28 de julho de 2021.